# Stine Bidstrup
Stine Bidstrup (født 1. marts 1982 i København) er en dansk kunstner, uddannet fra Glas & Keramikskolen i 2004 og Rhode Island School of Design i 2006. Hun arbejder med skulpturer i glas, installationer, fotografi og video, og har siden 2003 udstillet sine værker i USA, Tyskland, Frankrig, Norge, Sverige og i Danmark på bl.a. Nordjyllands Kunstmuseum, Trapholt, Kunstindustrimuseet og i Den Frie Udstillingsbygning.